# Little Valley (New York)
Ne doit pas être confondu avec Little Valley.
Little Valley est une ville située dans le comté de Cattaraugus, dans l'État de New York, aux États-Unis,. En 2020, elle comptait une population de 1 672 habitants, estimée au 1er juillet 2021 à 1 663 habitants.

## Démographie
Lors du recensement de 2020, la ville comptait une population de 1 672 habitants. Elle est estimée, en 2021, à 1 663 habitants.